# SMS Taurus
Az SMS Taurus (későbbi nevén Marechiaro, majd a második világháborúban Aurora) az Osztrák–Magyar Monarchia állomáshajója volt.
A Taurus állomáshajó Nagy-Britanniában készült, Aurora néven kezdte a tengereket járni. 1904-ben Nirvanának nevezték át. 1910 elejétől 1914 júliusáig Konstantinápolyban állomásozott.[forrás?] 1914. március 7-én a Taurus fedélzetén érkezett Triesztből Durrësba az Albán Fejedelemség trónját elfoglaló Vilmos fejedelem. 1914. augusztus 8-án Pólába érkezett és az Osztrák-Magyar Monarchia haditengerészetének részét képezte. A hajó sorhajóhadnagya 1909-ben Horthy Miklós lett, aki már 1890-ben sorhajózászlósként szolgált a hajón. A háború után az olasz haditengerészet kapta meg, majd 1923-ban Marechiaronak nevezték át, majd 1928-ban ismét megkapta az Aurora nevet.[forrás?]
1943. szeptember 11-én két német gyorsnaszád (S-Boot) elsüllyesztette.[forrás?]

## Galéria

Az SMS Taurus Konstantinápolyban